# Adelophryne pachydactyla
Adelophryne pachydactyla е вид земноводно от семейство Eleutherodactylidae.

## Разпространение
Видът е разпространен в Бразилия.